# Poisson trépied
Bathypterois grallator
Espèce
Le poisson trépied ou poisson tripode (Bathypterois grallator) est une espèce de poissons abyssaux pourvus de nageoires-échasses, leur permettant de se tenir au-dessus de la vase.